# 로버트 랜싱

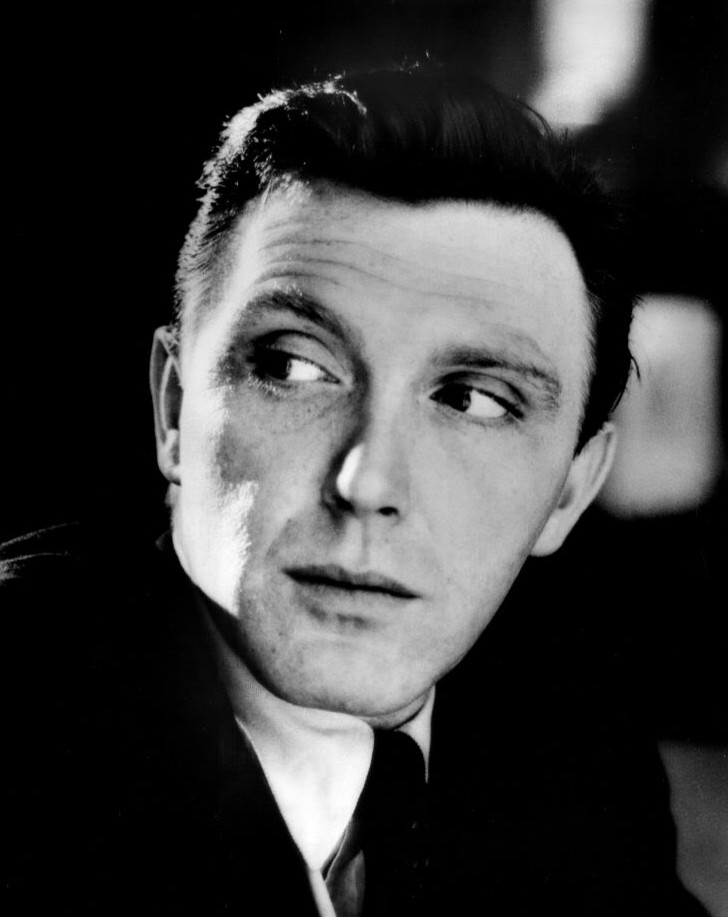

로버트 랜싱(Robert Lansing, 1928년 6월 5일 ~ 1994년 10월 23일)은 미국의 배우이다.
샌디에이고에서 태어났으며 뉴욕에서 사망하였다. 사인은 암이다.

## 출연 작품
- 바이오닉 소머즈 (1989년)
- 달콤한 파계 (1988, After School)
- 공포의 촉수 (1988년, The Nest)
- 아일랜드 크로스 (1980년)
- 쉬 (1980년)
- 개미 왕국 (1977년)
- 아카풀코 골드 (1976년)
- 크라임 클럽 (1975년)
- 그리솜 갱단 (1971년) - 데이브 페너 역
- 범고래 나무 (1966년)
- 아이 포 아이 (1966년)
- 언더 더 얌얌 트리 (1963년)
- 4차원의 사나이 (1959년)

### 텔레비전
- 딜론 보안관 (1955-75)
- 보난자 (1959-73)
- 정오의 출격 (1964-67)
- 달리는 사이먼 (1981-95)
- 전자인간 오토맨 (1983-84)
- 맨하탄의 사나이 (1985-89)
- 쿵후 2 - TV 시리즈 (1993-97)